# Horní Životice
Horní Životice (in tedesco Seitendorf) è un comune della Repubblica Ceca facente parte del distretto di Bruntál, nella regione della Moravia-Slesia.